# Villa insignis
Villa insignis är en tvåvingeart som beskrevs av Austen 1937. Villa insignis ingår i släktet Villa och familjen svävflugor. Inga underarter finns listade i Catalogue of Life.